# كوتي (سفينة)
سفينة كوتي هي ناقلة نفط مُسجَّلة في بنما، استولَت عليها كوريا الجنوبية في كانون الأول (ديسمبر) 2017، بسبب اشتباههم بها أنها تنتهك عقوبات الأمم المتحدة ضد كوريا الشمالية بتزويدهم بالنفط.

## طالِع أيضًا
- منارة ونمر